# Cho Kyu-won
Dans ce nom, le nom de famille précède le nom personnel.
Cho Kyu-won (né le 1er septembre 1991) est un athlète sud-coréen spécialiste du 100 m.
Si son meilleur temps sur 100 m n'est guère significatif (seulement 10 s 71 réalisés à Daegu le 12 mai 2011), le 4 septembre de la même année, il permet à l'équipe sud-coréenne de battre dans le même stade de Daegu son récent record national sur relais 4 × 100, en demi-finale des Championnats du monde d'athlétisme 2011, en descendant pour la première fois sous les 39 s. Le temps officiel est de 38 s 94 qui leur permet d'être cinquièmes avec l'équipe de relais composée de la façon suivante : Yeo Ho-suah, Cho Kyu-won, Kim Kuk-young, et Lim Hee-nam.  Il y remplaçait Jeong Duk-hyung auteur du record national du 22 mai précédent à Jiaxing. Il remporte la médaille de bronze sur 200 m lors des Jeux de l'Asie de l'Est de 2013.